# Las Carreras (gemeente)
Las Carreras is een gemeente (municipio) in de Boliviaanse provincie Sud Cinti in het departement Chuquisaca. De gemeente telt naar schatting 4.378 inwoners (2018). De hoofdplaats is Las Carreras.